# Meczet Fethija w Bihaciu
Meczet Fethija (bośn. džamija Fethija) – meczet w Bihaciu w Bośni i Hercegowinie z XIII wieku, do 1592 roku kościół katolicki pw. św. Antoniego Padewskiego; jedyny gotycki meczet w Europie, najstarszy gotycki budynek w Bośni i Hercegowinie; narodowy zabytek Bośni i Hercegowiny.

## Historia
Świątynia została wzniesiona około 1266 roku jako kościół katolicki pw. św. Antoniego Padewskiego. Obok kościoła znajdował się klasztor dominikanów (wspomniany w źródle z 1266 roku). W czerwcu 1592 roku Turcy zdobyli Bihać i w tymże roku przekształcili kościół na meczet z rozkazu Hasana Paszy Predojevicia, jego nazwa – Fethija – oznacza „zdobyty”. Stał się on głównym meczetem miasta. Dzwonnica została przekształcona na minaret i stopniowo jej stan techniczny uległ znacznemu pogorszeniu; rozebrano ją w 1863 roku. We wnętrzu zbudowano drugie sklepienie, przez co wysokie wnętrze świątyni zostało podzielone pomiędzy dwie kondygnacje. Usunięto wszystkie elementy związane bezpośrednio z katolickim kultem i  zamurowano okna, które odtworzono w czasach rządów Austro-Węgier. Budowla przetrwała liczne wojny i bombardowania w dobrym stanie i jest obecnie jednym z najlepiej zachowanych tego typu obiektów w Bośni i Hercegowinie. Meczet wraz z haremem i dziewięcioma nagrobkami został uznany za narodowy zabytek Bośni i Hercegowiny (nr rej. 5106, wcześniej 1/367).

## Architektura
Świątynia wzniesiona w stylu gotyckim jako kościół – współcześnie jest to jedyny gotycki meczet w Europie i najstarszy gotycki budynek w Bośni i Hercegowinie. Budynek wzniesiony na planie prostokąta o wymiarach 19,5 x 9,2 m. Wysokość murów wynosi 10,5 m, natomiast wysokość do dachu to 15 m. Na fasadzie wejście główne z portalem, a nad nim rozeta o średnicy 1,5 m. W tympanonie portalu znajduje się inskrypcja w języku arabskim. W elewacjach bocznych strzeliste okna. Prawdopodobnie prezbiterium było zakończone absydą. Obecna przestrzeń modlitewna jest bardziej wydłużona niż w typowym meczecie. We wnętrzu znajduje się m.in. dwupoziomowa dakka i mihrab w miejscu dawnego ołtarza. Dawniej w meczecie znajdowało się dziewięć tablic z herbami chorwackiej szlachty związanej z regionem od 1519 do 1565 roku oraz z łacińskimi gotyckimi inskrypcjami. Zostały one przeniesione do Muzeum Narodowego Bośni i Hercegowiny, gdzie znajdują się do dziś. 
Zwarta ośmioboczna dzwonnica nie zachowała się. W jej miejscu wzniesiono minaret z lokalnego kamienia – bihacytu na podstawie o wymiarach 2,73 x 1,55 m. U podstawy minaretu znajdują się dwie inskrypcje w języku arabskim opisujące jego budowę.
Przy meczecie znajduje się dziewięć nagrobków.

## Galeria

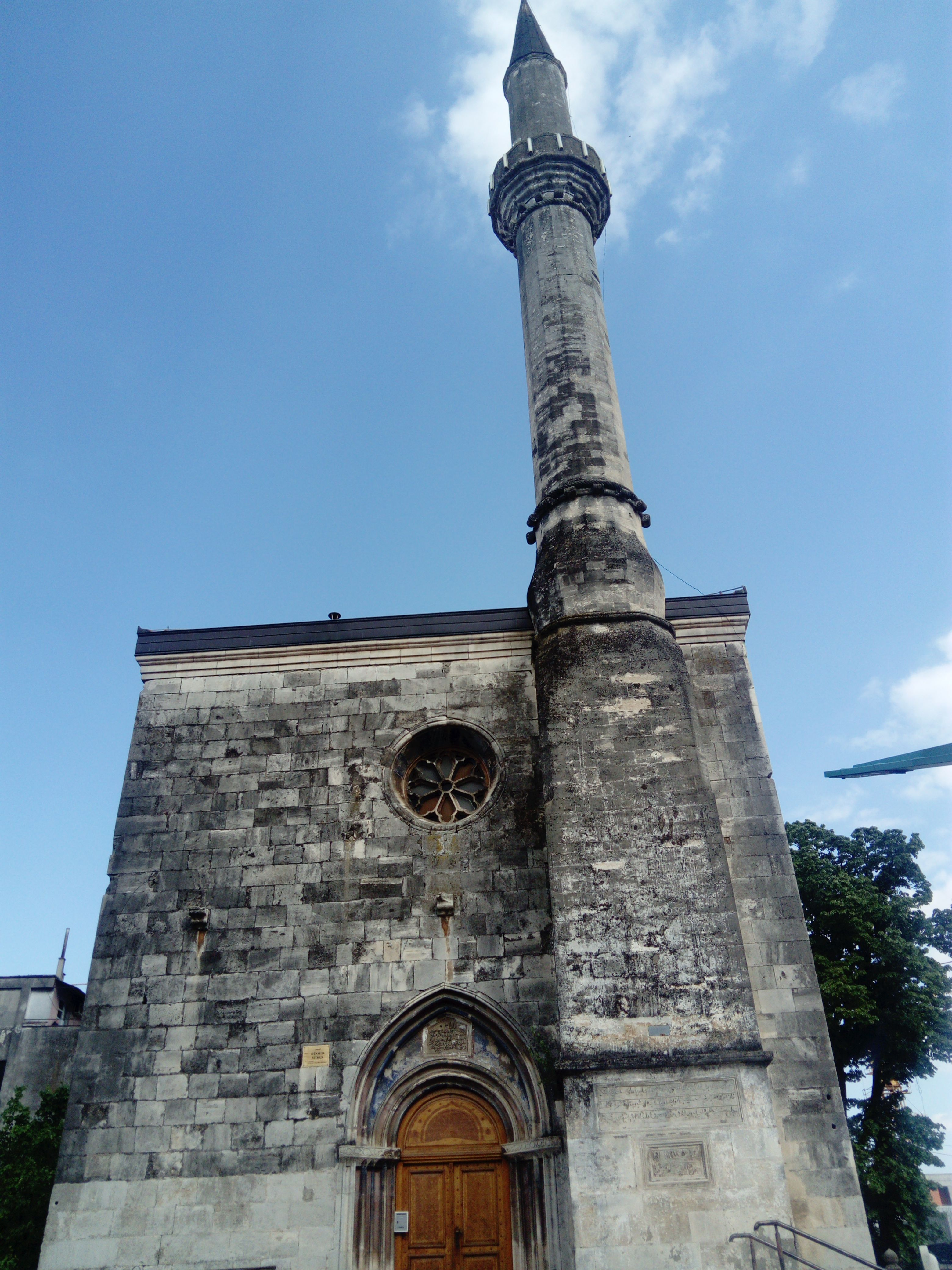
Fasada
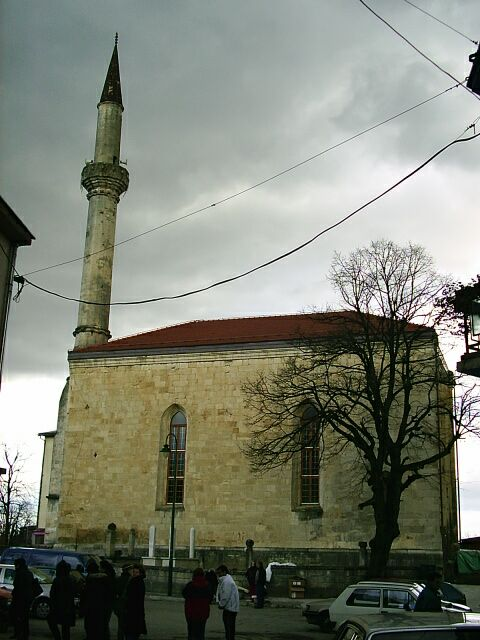
Elewacja południowa
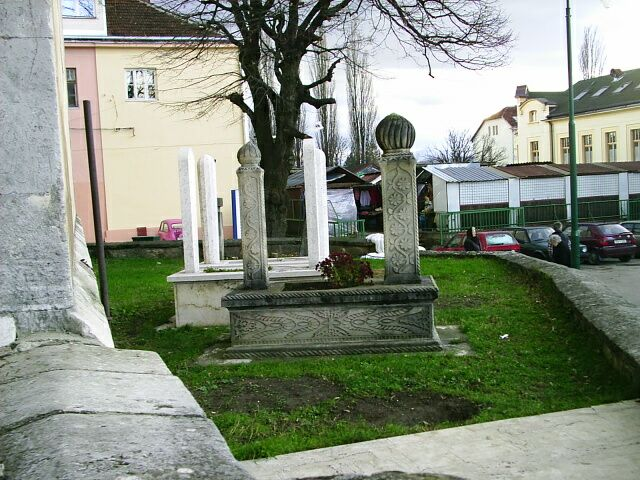
Nagrobki przy meczecie
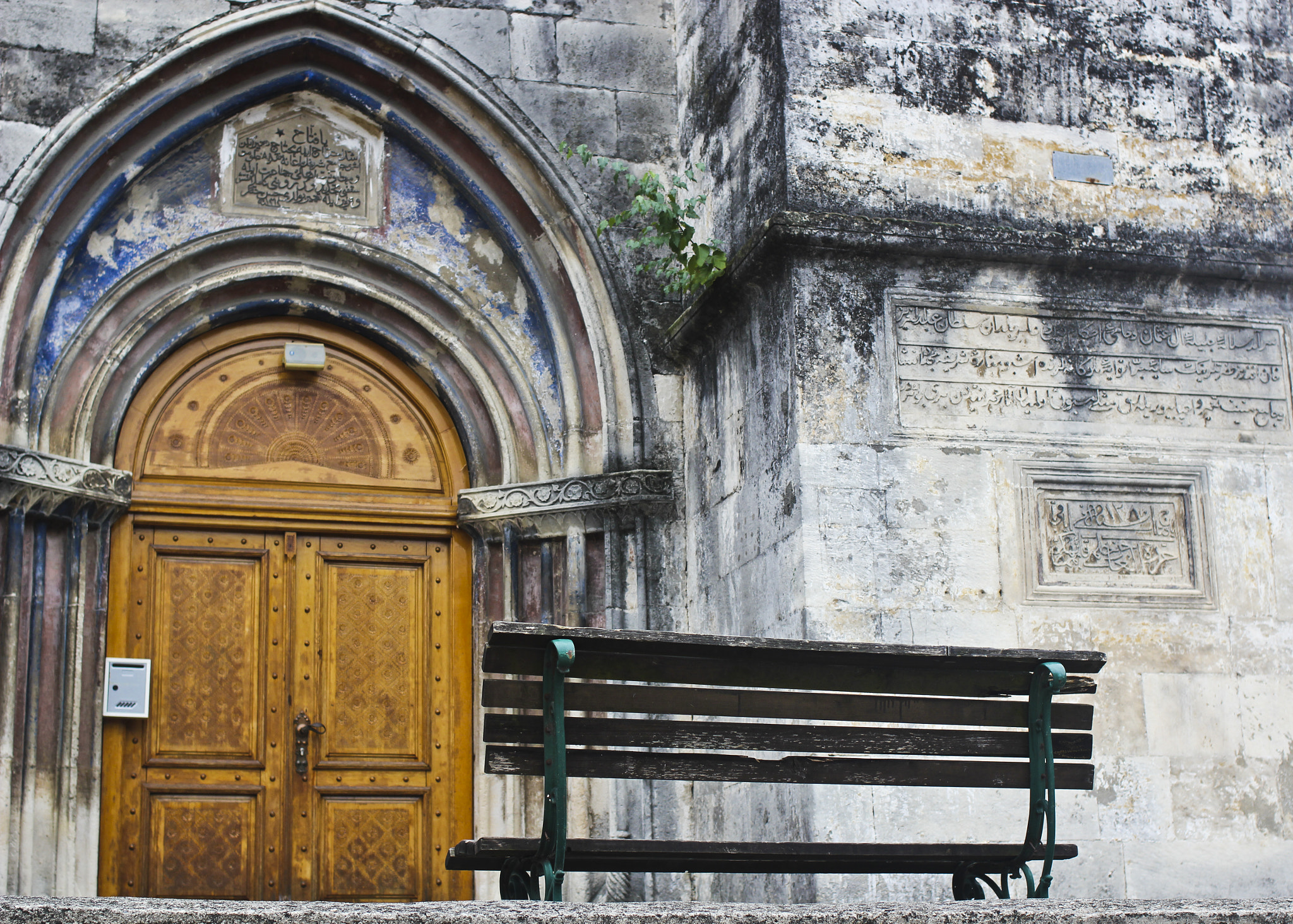
Wejście główne i podstawa minaretu
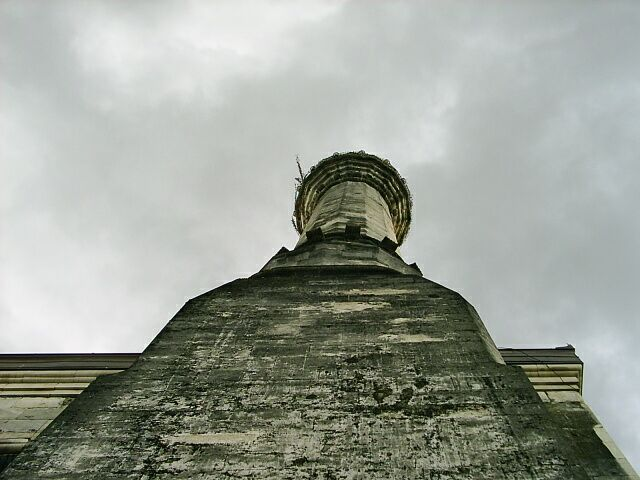
Minaret